# 嘉陵花
嘉陵花（学名：Popowia pisocarpa）是番荔枝科嘉陵花属的植物，是中国的特有植物。分布在菲律宾、缅甸、泰国、印度尼西亚、越南、马来西亚以及中国大陆的广东等地，多生在低海拔山地林中，目前尚未由人工引种栽培。